# Kogarah Bay
Kogarah Bay är en förort till Sydney i Australien. Den ligger i kommunen Georges River och delstaten New South Wales, i den sydöstra delen av landet, omkring 16 kilometer sydväst om centrala Sydney. Antalet invånare är 1 849.